# Maigmó i Serres de la Foia de Castalla (ZEPA)
Maigmó i Serres de la Foia de Castalla (ZEPA) este o arie protejată (arie de protecție specială avifaunistică — SPA) din Spania întinsă pe o suprafață de 19.564,13 ha, integral pe uscat.

## Localizare
Centrul sitului Maigmó i Serres de la Foia de Castalla (ZEPA) este situat la coordonatele 38°32′33″N 0°43′10″W / 38.5425°N 0.7194°V.

## Înființare
Situl Maigmó i Serres de la Foia de Castalla (ZEPA) a fost declarat arie de protecție specială avifaunistică în iunie 2009 pentru a proteja 24 de specii de animale.

## Biodiversitate
Situată în ecoregiunea mediteraneană, aria protejată conține 9 habitate naturale: Pseudostepă cu ierburi și specii anuale de Thero-Brachypodietea, Pajiști carstice calcaroase sau bazofile, de Alysso-Sedion albi, Vegetație gipsofilă iberică (Gypsophiletalia), Grohotișuri termofile și vest-mediteraneene, Galerii și tufărișuri riverane sudice (Nerio-Tamaricetea și Securinegion tinctoriae), Pante stâncoase calcaroase cu vegetație casmofită, Matorral arborescenți cu Juniperus spp., Păduri de pin mediteraneene cu pini mezogeni endemici, Tufărișuri termo-mediteraneene și de pre-deșert.
La baza desemnării sitului se află mai multe specii protejate:
- păsări (17): pescăruș albastru (Alcedo atthis), fâsă-de-câmp (Anthus campestris), acvilă de munte (Aquila chrysaetos), buha (Bubo bubo), pasărea ogorului (Burhinus oedicnemus), ciocârlie-cu-degete-scurte (Calandrella brachydactyla), caprimulg (Caprimulgus europaeus), șerpar (Circaetus gallicus), șoim călător (Falco peregrinus), Galerida theklae, acvilă pitică (Hieraaetus pennatus), ciocârlie de pădure (Lullula arborea), ciocârlie de bărăgan (Melanocorypha calandra), Oenanthe leucura, Pyrrhocorax pyrrhocorax, turturică (Streptopelia turtur), silvie de tufiș (Sylvia undata)
- mamifere (7): liliac cu aripi lungi (Miniopterus schreibersii), liliac cu urechi de șoarece (Myotis blythii), liliac cu picioare lungi (Myotis capaccinii), liliac comun (Myotis myotis), liliacul mediteranean cu potcoavă (Rhinolophus euryale), liliacul mare cu potcoavă (Rhinolophus ferrumequinum), liliacul cu potcoavă a lui méhely (Rhinolophus mehelyi)

Pe lângă speciile protejate, pe teritoriul sitului au mai fost identificate 5 specii de plante.